# Santa Rosa de Leales
Santa Rosa de Leales är en ort i Argentina.   Den ligger i provinsen Tucumán, i den norra delen av landet, 1 100 km nordväst om huvudstaden Buenos Aires. Santa Rosa de Leales ligger 341 meter över havet och antalet invånare är 1 934.
Terrängen runt Santa Rosa de Leales är platt, och sluttar söderut. Närmaste större samhälle är Bella Vista, 12,1 km norr om Santa Rosa de Leales.
Trakten runt Santa Rosa de Leales består till största delen av jordbruksmark. Runt Santa Rosa de Leales är det ganska glesbefolkat, med 28 invånare per kvadratkilometer.